# Radiotelevisão Comercial
A Radiotelevisão Comercial (RTC) foi uma empresa de produção e distribuição ligada à Radiotelevisão Portuguesa (RTP) criada em 1983 e ativa durante  meados dos anos 80 e os anos 90, e que acabou por ser fechada como controladora de publicidade da RTP com a mudança de Canal 1 para RTP1 e de TV2 para RTP2 em 1996, ao mesmo tempo das suas últimas vinhetas que davam início e fim da publicidade nos dois canais da RTP. A RTC existiu até ao uso do Euro em 2002, mas exclusivamente como uma produtora de discos. Durante os anos 80 e 90, a RTC foi uma grande distribuidora de cassetes de vídeo (em 1996 deu origem aos Vídeos RTP) e foi a responsável nos dois canais da RTP pelo controlo da publicidade, além de ter produzido discos (CDs ou compact discs).
O seu logotipo foi talvez dos mais conhecidos da televisão portuguesa: um "olho" que piscava pelo menos uma vez em losango cortado, rodeado por duas linhas curvas, a de cima maior que a outra, de baixo, mais pequena. Entre 1988 e 1991 o losango era amarelo, com linhas curvas cinzentas, mas ocasionalmente todo o "olho", entre 1991 e 1994 quer o losango, quer as linhas curvas, eram azuis e transparentes e entre 1994 e 1996 o logotipo era muitas vezes igual ao primeiro, havendo em 1996 uma variante em que o losango continuava amarelo, mas as linhas eram azuis. Em todas as vinhetas o logotipo piscava pelo menos uma vez.